# Билибин, Иван Иванович
Иван Иванович Билибин (1818—1892) — русский композитор, скрипач.
Автор струнных квартетов, инструментальных фантазий, хоров и романсов; в своих сочинениях использовал русский фольклор.

## Биография
Родился 15 (27) июня 1818 года в Калуге. Его отец был калужским купцом, владельцем парусиновой фабрики; мать, являвшаяся сестрой московского мецената и литератора В. П. Боткина, была домохозяйкой, занималась образованием сына.
Детские годы Иван провёл в Калуге. После смерти отца семья переехала в Москву, где Билибин сблизился с передовыми людьми Москвы, а позже — Петербурга. Познакомился с В. Г. Белинским, А. И. Герценом, Н. П. Огаревым, Т. Н. Грановским, Н. В. Гоголем, А. Н. Верстовским. Брал уроки композиции и игры на скрипке и фортепиано у Леопольда и Эдуарда Лангеров, известных московских музыкантов.
В 1841—1845 годах был скрипачом в оркестре Петербургской оперы и Большого театра, в 1845—1852 годах — московского Большого театра. С середины 1850-х годов Билибин жил в Тифлисе, работал скрипачом в оркестре русской труппы городского оперного театра. Вместе с М. М. Иполитовым-Ивановным он принимал участие в создании Тифлисского отделения Русского музыкального общества.
Умер в Тифлисе 16 апреля (28 апреля по новому стилю) 1892 года.